# Puchar Świata w narciarstwie alpejskim mężczyzn 1994/1995
Puchar Świata w narciarstwie alpejskim mężczyzn sezon 1994/1995 to 29. edycja tej imprezy. Cykl ten rozpoczął się we francuskim Tignes 3 grudnia 1994 roku, a zakończył 19 marca 1995 roku we włoskim Bormio.

## Podium zawodów

### indywidualnie
| Lp  | Data             | Miejsce                | Konkurencja | Zwycięzca             | 2. miejsce                      | 3. miejsce            |
| 1.  | 3 grudnia 1994   | Tignes                 | gigant      | Achim Vogt            | Michael von Grünigen            | Kjetil André Aamodt   |
| 2.  | 4 grudnia 1994   | Tignes                 | slalom      | Alberto Tomba         | Michael Tritscher               | Thomas Fogdö          |
| 3.  | 11 grudnia 1994  | Tignes                 | supergigant | Patrick Ortlieb       | Tommy Moe                       | Luc Alphand           |
| 4.  | 12 grudnia 1994  | Sestriere              | slalom      | Alberto Tomba         | Thomas Fogdö                    | Michael Tritscher     |
| 5.  | 16 grudnia 1994  | Val d’Isère            | zjazd       | Josef Strobl          | Luc Alphand                     | Günther Mader         |
| 6.  | 17 grudnia 1994  | Val d’Isère            | zjazd       | Armin Assinger        | Patrick Ortlieb                 | Josef Strobl          |
| 7.  | 18 grudnia 1994  | Val d’Isère            | gigant      | Michael von Grünigen  | Kjetil André Aamodt             | Günther Mader         |
| 8.  | 20 grudnia 1994  | Lech                   | slalom      | Alberto Tomba         | Thomas Sykora                   | Jure Košir            |
| 9.  | 21 grudnia 1994  | Lech                   | slalom      | Alberto Tomba         | Thomas Sykora                   | Michael Tritscher     |
| 10. | 22 grudnia 1994  | Alta Badia             | gigant      | Alberto Tomba         | Urs Kälin                       | Christian Mayer       |
| 11. | 6 stycznia 1995  | Kranjska Gora          | gigant      | Alberto Tomba         | Mitja Kunc Harald Strand Nilsen |                       |
| 12. | 8 stycznia 1995  | Garmisch-Partenkirchen | slalom      | Alberto Tomba         | Marc Girardelli                 | Yves Dimier           |
| 13. | 13 stycznia 1995 | Kitzbühel              | zjazd       | Luc Alphand           | Patrick Ortlieb                 | Kristian Ghedina      |
| 14. | 14 stycznia 1995 | Kitzbühel              | zjazd       | Luc Alphand           | Armin Assinger                  | Werner Perathoner     |
| 15. | 15 stycznia 1995 | Kitzbühel              | slalom      | Alberto Tomba         | Jure Košir                      | Ole Kristian Furuseth |
| 16. | 15 stycznia 1995 | Kitzbühel              | kombinacja  | Marc Girardelli       | Harald Strand Nilsen            | Günther Mader         |
| 17. | 16 stycznia 1995 | Kitzbühel              | supergigant | Günther Mader         | Peter Runggaldier               | Armin Assinger        |
| 18. | 20 stycznia 1995 | Wengen                 | zjazd       | Kristian Ghedina      | Peter Rzehak                    | Hannes Trinkl         |
| 19. | 21 stycznia 1995 | Wengen                 | zjazd       | Kyle Rasmussen        | Werner Franz                    | Armin Assinger        |
| 20. | 22 stycznia 1995 | Wengen                 | slalom      | Alberto Tomba         | Michael von Grünigen            | Jure Košir            |
| 21. | 22 stycznia 1995 | Wengen                 | kombinacja  | Marc Girardelli       | Lasse Kjus                      | Harald Strand Nilsen  |
| 22. | 4 lutego 1995    | Adelboden              | gigant      | Alberto Tomba         | Jure Košir                      | Harald Strand Nilsen  |
| 23. | 19 lutego 1995   | Furano                 | slalom      | Michael Tritscher     | Mario Reiter                    | Ole Kristian Furuseth |
| 24. | 20 lutego 1995   | Furano                 | gigant      | Mario Reiter          | Jure Košir                      | Harald Strand Nilsen  |
| 25. | 25 lutego 1995   | Whistler               | zjazd       | Kristian Ghedina      | Lasse Kjus                      | Patrick Ortlieb       |
| 26. | 26 lutego 1995   | Whistler               | supergigant | Peter Runggaldier     | AJ Kitt                         | Christian Greber      |
| 27. | 10 marca 1995    | Kvitfjell              | supergigant | Werner Perathoner     | Kristian Ghedina                | Kyle Rasmussen        |
| 28. | 11 marca 1995    | Kvitfjell              | zjazd       | Kyle Rasmussen        | Kristian Ghedina                | Patrick Ortlieb       |
| 29. | 15 marca 1995    | Bormio                 | zjazd       | Luc Alphand           | AJ Kitt                         | Lasse Kjus            |
| 30. | 16 marca 1995    | Bormio                 | supergigant | Richard Kröll         | Peter Runggaldier               | Werner Perathoner     |
| 31. | 18 marca 1995    | Bormio                 | gigant      | Alberto Tomba         | Günther Mader                   | Rainer Salzgeber      |
| 32. | 19 marca 1995    | Bormio                 | slalom      | Ole Kristian Furuseth | Thomas Stangassinger            | Yves Dimier           |

## Końcowa klasyfikacja generalna
| Miejsce | Zawodnik             | Punkty |
| ------- | -------------------- | ------ |
| 1.      | Alberto Tomba        | 1150   |
| 2.      | Günther Mader        | 775    |
| 3.      | Jure Košir           | 760    |
| 4.      | Marc Girardelli      | 744    |
| 5.      | Kjetil André Aamodt  | 708    |
| 6.      | Lasse Kjus           | 685    |
| 7.      | Kristian Ghedina     | 628    |
| 8.      | Luc Alphand          | 609    |
| 9.      | Michael von Grünigen | 578    |
| 10.     | Mario Reiter         | 559    |

### Zjazd (po 9 z 9 konkurencji)
| Miejsce | Zawodnik         | Punkty |
| ------- | ---------------- | ------ |
| 1.      | Luc Alphand      | 484    |
| 2.      | Kristian Ghedina | 473    |
| 3.      | Patrick Ortlieb  | 426    |
| 4.      | Armin Assinger   | 419    |
| 5.      | Josef Strobl     | 307    |

### Supergigant (po 5 z 5 konkurencji)
| Miejsce | Zawodnik          | Punkty |
| ------- | ----------------- | ------ |
| 1.      | Peter Runggaldier | 332    |
| 2.      | Günther Mader     | 250    |
| 3.      | Werner Perathoner | 237    |
| 4.      | Richard Kröll     | 170    |
| 5.      | Kyle Rasmussen    | 148    |

### Slalom gigant (po 7 z 7 konkurencji)
| Miejsce | Zawodnik             | Punkty |
| ------- | -------------------- | ------ |
| 1.      | Alberto Tomba        | 450    |
| 2.      | Jure Košir           | 355    |
| 3.      | Harald Strand Nilsen | 322    |
| 4.      | Kjetil Andre Aamodt  | 307    |
| 5.      | Michael von Grünigen | 296    |

### Slalom (po 9 z 9 konkurencji)
| Miejsce | Zawodnik              | Punkty |
| ------- | --------------------- | ------ |
| 1.      | Alberto Tomba         | 700    |
| 2.      | Michael Tritscher     | 477    |
| 3.      | Jure Košir            | 405    |
| 4.      | Ole Kristian Furuseth | 401    |
| 5.      | Mario Reiter          | 341    |

### Kombinacja (po 2 z 2 konkurencji)
| Miejsce | Zawodnik             | Punkty |
| ------- | -------------------- | ------ |
| 1.      | Marc Girardelli      | 180    |
| 2.      | Harald Strand Nilsen | 100    |
| 3.      | Lasse Kjus           | 90     |
| 4.      | Kjetil André Aamodt  | 80     |
| 5.      | Espen Hellerud       | 76     |

### Drużynowo
| Miejsce | Kraj       | Punkty |
| ------- | ---------- | ------ |
| 1.      | Austria    | 5577   |
| 2.      | Włochy     | 3741   |
| 3.      | Norwegia   | 3137   |
| 4.      | Szwajcaria | 2157   |
| 5.      | Francja    | 1976   |